# The Grants
"The Grants" é uma canção da cantora e compositora estadunidense Lana Del Rey, presente em seu nono álbum de estúdio Did You Know That There's a Tunnel Under Ocean Blvd (2023).

## Antecedentes e lançamento
Em 7 de dezembro de 2022, a cantora e compositora Lana Del Rey disse que seu nono álbum de estúdio, Did You Know That There's a Tunnel Under Ocean Blvd, estava programado para ser lançado no início de 2023. Para acompanhar o anúncio, ela disponibilizou o álbum para pré-venda e lançou sua faixa-título, "Did You Know That There's a Tunnel Under Ocean Blvd", como o primeiro single.
Del Rey anunciou a arte da capa do álbum e o alinhamento de faixas no mês seguinte. Além da faixa-título, que é a segunda da lista, uma canção chamada "A&W" aparece como a quarta faixa e "The Grants" como a de abertura. "A&W" foi lançada em 14 de fevereiro de 2023 como o segundo single do álbum, e "The Grants" foi lançada como o terceiro single em 14 de março.

## Música e letras
"The Grants" foi composta por Del Rey juntamente com Mike Hermosa. A canção é construída em torno de acordes suaves de piano ao lado da harmonização de vocais de fundo que lembram a música gospel. Melodye Perry, Pattie Howard e Shikena Jones fornecem os vocais de fundo, todos os quais apareceram em 20 Feet from Stardom, um documentário de 2013 focado na vida de pessoas nessa profissão. A canção se inicia com suas tentativas de cantar o refrão, com alguma instrução entre um deles.
Em "The Grants", Del Rey reforça a composição influenciada pelo gospel por meio das letras. Ela usa imagens religiosas para se dirigir a um amante ou a um membro da família que pode desaparecer de sua vida e diz que sempre os manterá em suas memórias. Del Rey falou à Billboard que muito do seu álbum gira em torno de seus assuntos familiares; "The Grants" deriva o nome da família de Del Rey, cujo nome verdadeiro é Elizabeth Grant, e faz referência a seu tio, que morreu durante uma escalada nas Montanhas Rochosas. Uma ode a seus outros membros da família pode ser encontrada na ponte da canção.